# Dalni Kut
Dalni Kut (en rus: Дальний Кут) és un poble del krai de Primórie, a l'Extrem Orient de Rússia, que en el cens del 2010 tenia 192 habitants.